# Белия зъб (филм, 1946)
Белия зъб е съветски черно-бял игрален филм от 1946, екранизация на едноименният роман на Джек Лондон.
Филмът е дебют на режисьора Александър Згуриди в игралното кино. Дотогава той снимал само документални филми.

## Сюжет
Внимание:  Текстът по-долу разкрива сюжета на произведението (или части от него)!
Младият инженер Уийдън Скот идва в Аляска, за да търси златна жила заедно със стария златотърсач Мат. Той спасява и опитомява хибрид между куче и вълк, наречен Белия зъб, от смъртоносна схватка с булдог. Но питомецът е злобен и агресивен, тъй като предишния му господар, наричан по прякор Красавеца Смит, го е обучавал в кучешка борба и агресивно поведение, за да стане куче-убиец. Но не след дълго двамата се сприятелили и стават неразделни.

## В ролите
- Олек Жаков – Уийдън Скот
- Елена Исмаилова – Алиса
- Лев Свердлин – Мат
- Николай Плотников – Красавеца Смит
- Пьотър Репнин – Златотърсач
- Емануил Гелер – Златотърсач
- Осип Абдулов – Том Кинън
- Иван Бобров
- В. Латишевски

## Екип
- Режисьор – Александър Згуриди
- Сценарист – Александър Згуриди
- Оператори – Борис Волчек, Глеб Троянски, Виктор Асмус
- Музика – Виктор Орански
- Художник-постановчици – В. Басов, Сергей Козловски, Н. Миронович
- Монтаж – Н. Дзугутова
- Звукорежисьор – А. Камионски